# Paul Lambert (effettista)
Paul Lambert (...) è un effettista inglese, dipendente presso l'azienda Double Negative, vincitore nel 2018, 2019, 2022 e 2025 del Premio Oscar per i migliori effetti speciali.

## Filmografia parziale
- Blade Runner 2049, regia di Denis Villeneuve (2017)
- First Man - Il primo uomo (First Man), regia di Damien Chazelle (2018)
- Dune, regia di Denis Villeneuve (2021)
- Dune - Parte due (Dune: Part Two), regia di Denis Villeneuve (2024)

## Riconoscimenti

### Premi Oscar
- 2018 - Migliori effetti speciali per Blade Runner 2049[2]
- 2019 - Migliori effetti speciali per First Man - Il primo uomo[1]
- 2022 - Migliori effetti speciali per Dune[1]
- 2025 - Migliori effetti speciali per Dune - Parte due